# Rio dos Matos
Rio dos Matos är ett periodiskt vattendrag i Brasilien.   Det ligger i delstaten Piauí, i den östra delen av landet, 1 500 km norr om huvudstaden Brasília.
Omgivningarna runt Rio dos Matos är huvudsakligen savann. Runt Rio dos Matos är det glesbefolkat, med 16 invånare per kvadratkilometer.